# مطبخ كتالوني

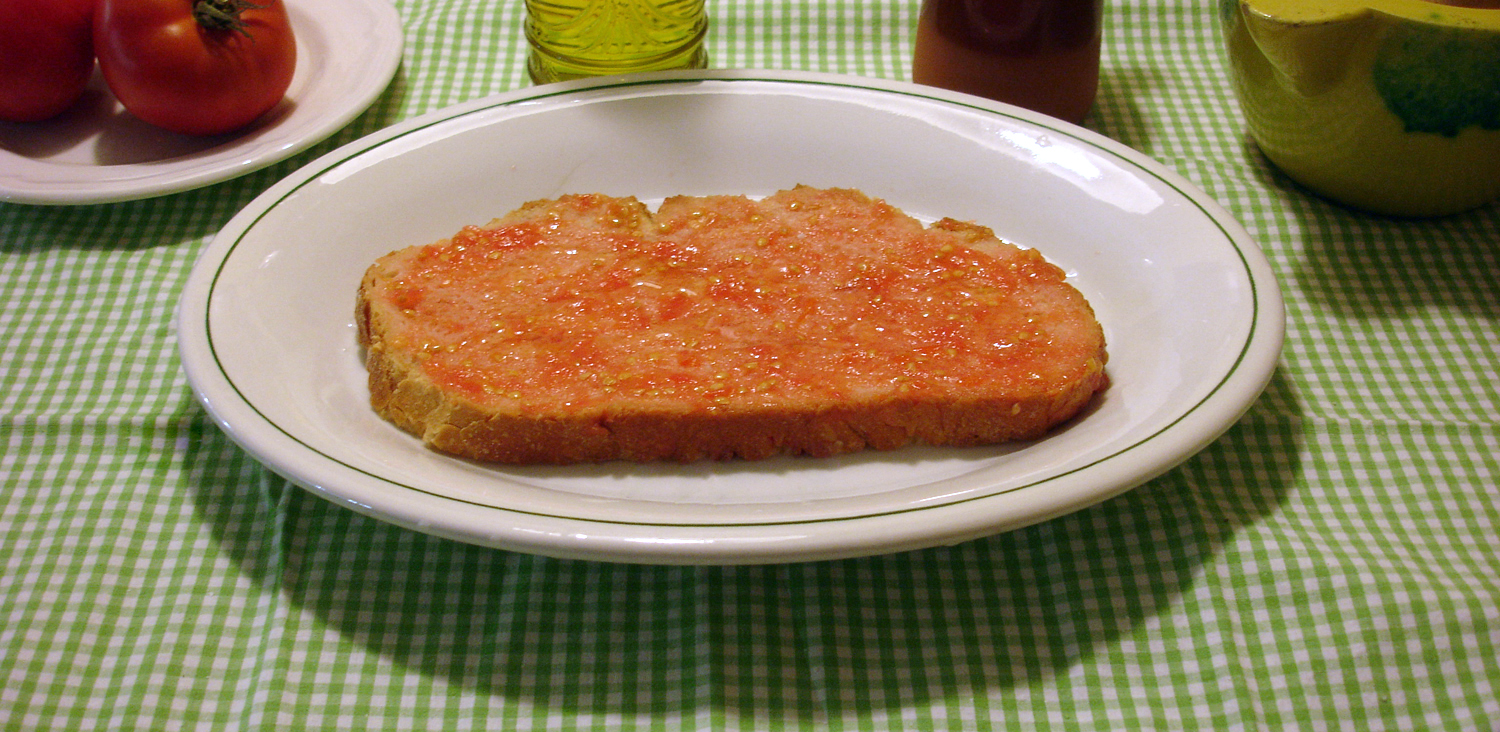
خبزماطة هو خبز بالطماطم مع زيت الزيتون

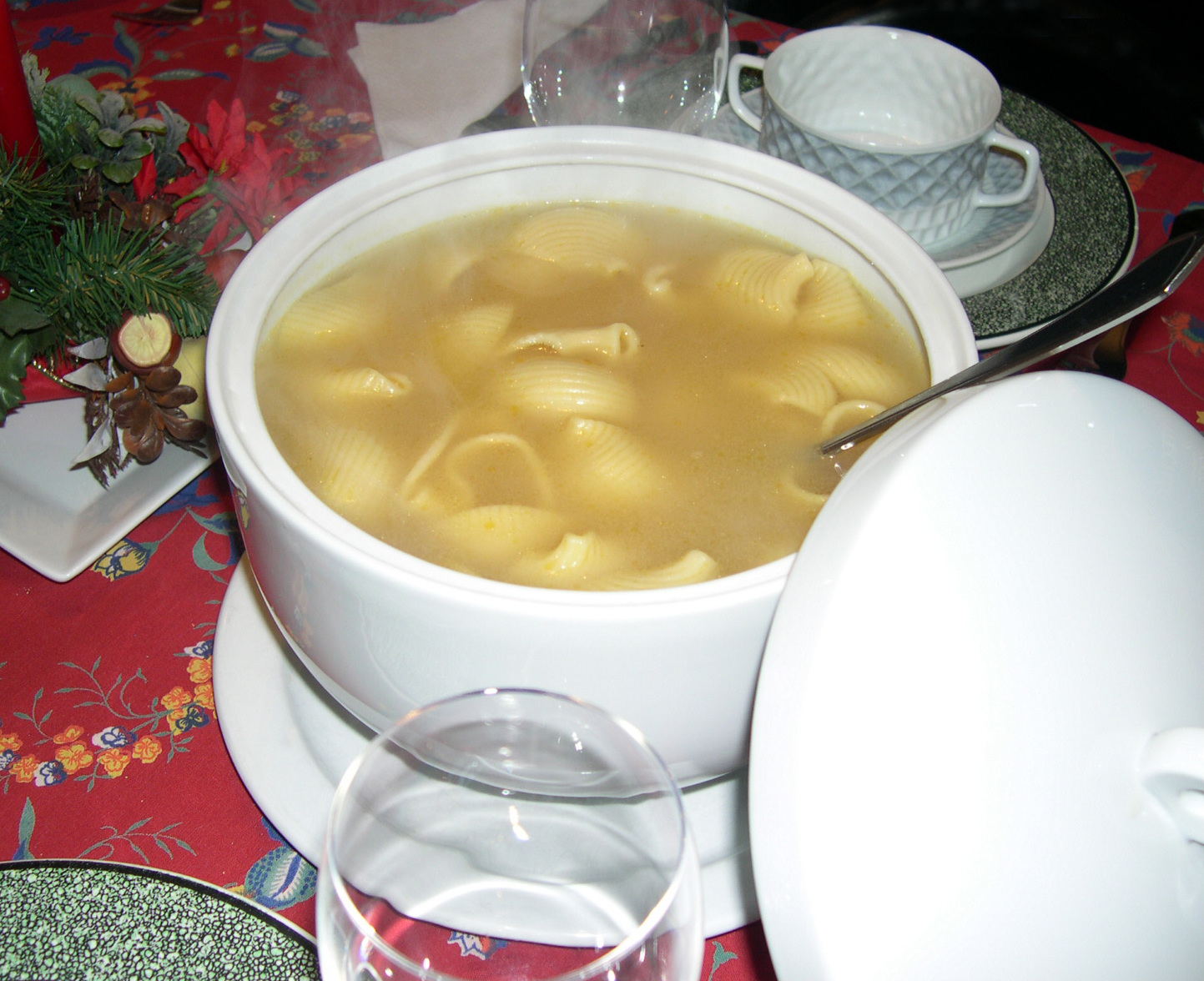
إسكودلا

المطبخ الكَتَلوني أو القطلوني (بالكتالونية: La cuina catalana) هو أحد مطابخ البحر الأبيض المتوسط من مقاطعة كتلونيا في مملكة إسبانيا، تتشابه الأطباق الكتلونية مع المطبخ الأندوري والكتلوني الفرنسي في جنوب فرنسا وتشمل الأطباق الكتلونية ما يلي:
- خبزماطة: طماطم بخبز التوست مع زيت الزيتون.[1][2][3]
- إسكودلا: طبق من يحضر من قطع من السجق أو قطع من اللحم المبهر بالفلفل والدارسين ويمكن إضافة الفول أو البطاطا أوالملفوف أو حتى البيض.